# Hyperolius laticeps
Hyperolius laticeps es una especie de anfibios de la familia Hyperoliidae.
Es endémica de Togo.
Su hábitat natural incluye ríos, pantanos, marismas de agua dulce y corrientes intermitentes de agua dulce.